# آندژی سوفالیک
آندژی سوفالیک (لهستانی: Andrzej Cofalik؛ زادهٔ ۸ سپتامبر ۱۹۶۸) وزنه‌بردار اهل لهستان بود.
وی در مسابقات کشوری و بین‌المللی در مجموع برندهٔ ۱ مدال برنز شده‌است.